# Tracy Chapman (Album)
Tracy Chapman ist das Debütalbum der Sängerin Tracy Chapman. Es erschien 1988 unter dem Musiklabel Elektra.

## Inhalt
Auf dem Album sind Folksongs ohne aufwändige Arrangements enthalten, die Chapman zwischen 1982 und 1987 geschrieben hat. Es wurde durch ihren Auftritt bei der Feier zum siebzigsten Geburtstag Nelson Mandelas zum Erfolg. Der Rolling Stone kürte sie zur Sängerin des Jahres 1988.
Neben Chapman spielen auf dem Album unter anderen Paulinho da Costa, Larry Klein und David LaFlamme. Die Songtexte im Booklet sind in fünf verschiedenen Sprachen (Englisch, Italienisch, Französisch, Spanisch und Deutsch) abgedruckt.

## Titelliste
1. Talkin’ Bout a Revolution – 2:38
2. Fast Car – 4:58
3. Across the Lines – 3:22
4. Behind the Wall – 1:46
5. Baby Can I Hold You – 3:16
6. Mountains o’ Things – 4:37
7. She’s Got Her Ticket – 3:56
8. Why? – 2:01
9. For My Lover – 3:15
10. If Not Now… – 2:55
11. For You – 3:09

## Singles
- Der Song Fast Car kam 1988 zusammen mit dem Album als Chapmans Debütsingle auf den Markt und erreichte auf Platz 5 der britischen und Platz 6 der US-amerikanischen Single-Charts. Bei den Country Music Association Awards 2023 wurde eine Coverversion des Songs von Luke Combs als Single of the Year und Chapmans Originalversion als Song of the Year ausgezeichnet.[1]
- Der Song Talkin’ Bout a Revolution erschien im Oktober 1988 als Single und erreichte Platz 75 der US-Charts.
- Der Song Baby Can I Hold You erschien im Dezember 1988 als Single und erreichte Platz 48 der US-Charts.

## Kommerzieller Erfolg

### Chartplatzierungen
| ChartsChartplatzierungen       | Höchstplatzierung | Wochen |
| ------------------------------ | ----------------- | ------ |
| Deutschland (GfK)              | 1 (96 Wo.)        | 96     |
| Österreich (Ö3)                | 1 (77 Wo.)        | 77     |
| Schweiz (IFPI)                 | 1 (50 Wo.)        | 50     |
| Vereinigte Staaten (Billboard) | 1 (64 Wo.)        | 64     |
| Vereinigtes Königreich (OCC)   | 1 (292 Wo.)       | 292    |

| ChartsJahrescharts (1988)      | Platzierung |
| ------------------------------ | ----------- |
| Deutschland (GfK)              | 6           |
| Österreich (Ö3)                | 13          |
| Schweiz (IFPI)                 | 6           |
| Vereinigte Staaten (Billboard) | 21          |

| ChartsJahrescharts (1989)      | Platzierung |
| ------------------------------ | ----------- |
| Deutschland (GfK)              | 3           |
| Österreich (Ö3)                | 1           |
| Schweiz (IFPI)                 | 10          |
| Vereinigte Staaten (Billboard) | 41          |

| ChartsJahrescharts (1999)    | Platzierung |
| ---------------------------- | ----------- |
| Vereinigtes Königreich (OCC) | 66          |

### Auszeichnungen für Musikverkäufe
Das Album erhielt Schallplattenauszeichnungen für über 15,1 Millionen verkaufte Einheiten. Quellen zufolge soll es sich über 20 Millionen Mal verkauft haben, womit es zu den weltweit meistverkauften Musikalben zählt.
| Land/Region                  | Auszeichnungen für Musikverkäufe (Land/Region, Auszeichnung, Verkäufe) | Verkäufe   |
| ---------------------------- | ---------------------------------------------------------------------- | ---------- |
| Argentinien (CAPIF)          | 2× Platin                                                              | 120.000    |
| Australien (ARIA)            | 7× Platin                                                              | 490.000    |
| Belgien (BRMA)               | Platin                                                                 | 50.000     |
| Brasilien (PMB)              | Platin                                                                 | 250.000    |
| Dänemark (IFPI)              | 6× Platin                                                              | 120.000    |
| Deutschland (BVMI)           | 9× Gold                                                                | 2.250.000  |
| Frankreich (SNEP)            | Diamant                                                                | 1.000.000  |
| Hongkong (IFPI/HKRIA)        | Platin                                                                 | 20.000     |
| Irland (IRMA)                | 9× Platin                                                              | 145.000    |
| Italien (FIMI)               | Platin                                                                 | 750.000    |
| Kanada (MC)                  | 3× Platin                                                              | 300.000    |
| Neuseeland (RMNZ)            | 11× Platin                                                             | 220.000    |
| Niederlande (NVPI)           | Platin                                                                 | 100.000    |
| Österreich (IFPI)            | 2× Platin                                                              | 100.000    |
| Portugal (AFP)               | Platin                                                                 | 40.000     |
| Schweden (IFPI)              | Gold                                                                   | 50.000     |
| Schweiz (IFPI)               | 4× Platin                                                              | 200.000    |
| Spanien (Promusicae)         | 3× Platin                                                              | 300.000    |
| Vereinigte Staaten (RIAA)    | 6× Platin                                                              | 6.000.000  |
| Vereinigtes Königreich (BPI) | 9× Platin                                                              | 2.710.000  |
| Insgesamt                    | 2× Gold · 72× Platin · 1× Diamant ·                                    | 15.175.000 |

Hauptartikel: Tracy Chapman/Auszeichnungen für Musikverkäufe